# Dachwig
Dachwig ist eine Gemeinde im thüringischen Landkreis Gotha und Mitglied der Verwaltungsgemeinschaft Fahner Höhe.

## Geografie
Die Gemeinde liegt im Thüringer Becken etwa 6 km nördlich der Fahner Höhe im Dreieck der Städte Bad Langensalza, Gotha und Erfurt. Der höchste Punkt des Gemeindegebietes liegt mit 234 m im Oberfeld, in 162 m Höhe, dem tiefsten Punkt, verlässt der Jordan das Gemeindegebiet im Osten.

### Gewässer
Dachwig wird vom Jordan-Bach durchflossen, dem Zu- und Abfluss der Dachwiger Talsperre. Diese Talsperre (auch „Speicher Dachwig“) liegt südwestlich von Dachwig in der Gemarkung von Großfahner nordwestlich von Erfurt. Der Stausee wurde 1976 zur Bewässerung von landwirtschaftlichen Flächen gebaut und diente diesem Zweck bis 1990. 1993 erfuhr der See, vermutlich infolge von Botulismus, ein großes Fischsterben. Heute ist er Rast- und Brutplatz für Wasser- und Singvögel und erfüllt somit eine wichtige Naturschutzfunktion. Der Staudamm besteht aus einem homogenen Erddamm aus bindigem Material. Am östlichen Ortsrand empfängt der Jordan das Wasser des Kornbachs, der aus Richtung Döllstädt kommt und am nördlichen Dorfrand, am Schwimmbad unterirdisch, entlang fließt.

## Geschichte

### Ursprung bis 1900
Die ersten schriftlichen Erwähnungen als Dahaba („Tonbach“) im Güterverzeichnis des Klosters Hersfeld erfolgten 755 und 802. Weitere Ortsnamen waren Dachebechi und Tachabechi.
Dachwig ist nach älterer Chronik seit dem Jahre 874 namentlich bekannt: als Dagoberti Vicus (lat.: Dorf des Dagobert). Möglicherweise war Dagobert der Ortsgründer. Allerdings: Dachwig beging im Jahre 2010 seine 1150-Jahr-Feier. Danach muss angenommen werden, dass die urkundliche Ersterwähnung 860 erfolgt ist. Dachwig gehörte Ende des 15. Jahrhunderts zur Vogtei Walschleben im Gebiet der Stadt Erfurt. Schon vor dem Dreißigjährigen Krieg hatte der Ort 1142 Einwohner, die ihr Einkommen durch Landwirtschaft und handwerkliche Arbeiten bestritten. Nach den verheerenden Einwirkungen des Krieges, einer Hungersnot 1640 und der Pest zählte Dachwig nach 1648 nur noch 109 Einwohner.
Nur langsam erholte sich der Ort, wurde aber mehrfach von Großbränden heimgesucht. Seit der Verwaltungsreform von 1706 gehörte Dachwig zum Amt Gispersleben. 1711 wurde die Dorfschenke erneuert. 1760 wurde die Brücke über den Jordan am Witterdaer Weg gebaut. Dachwig hatte vier Tore, die bis 1826 von Torwächtern bewacht wurden. Ein Turmwächter auf einem Wachturm im Flurteil „Zur Warte“ warnte die Bevölkerung bei Feuer oder anderem Unheil durch ein Hornsignal. Die ehemalige Kirche lag vor dem Ort auf dem Johanniskirchberg, die neue Kirche wurde 1863 fertiggestellt. In der stürmischen Nacht des 13. November 1894 wurden bei einem Großbrand 27 Gehöfte mit 36 Gebäuden zerstört und 19 Familien obdachlos.
Der Orgelbau war ab 1760 in Dachwig zuhause. Der erste Orgelbaumeister war Johann Georg Kummer, der 1787 die Orgel der Erfurter Andreaskirche schuf. Spätere Meister waren Ernst Siegfried Hesse (Orgeln für Erfurter Dom und für Kirche in Riga) und andere aus seiner Familie, Albin Hickmann, Georg Hoecke sowie Max und Alfred Andreas. Bis zu 50 Beschäftigte zählten zu der Dachwiger Orgelbauanstalt. Es wurden Kirchen-, Konzert- und Karussellorgeln geschaffen, aber auch Leierkästen. 1951 erlosch der Orgelbau in Dachwig.
1802 kam Dachwig mit dem Erfurter Gebiet zu Preußen und zwischen 1807 und 1813 zum französischen Fürstentum Erfurt. Mit dem Wiener Kongress kam der Ort 1815 wieder zu Preußen und wurde 1816 dem Landkreis Erfurt in der preußischen Provinz Sachsen angegliedert. Der Dachwiger Bahnhof und die Zugstrecke Erfurt-Langensalza wurden am 25. November 1897 eröffnet.

### 1900 bis zur Gegenwart
Am 8. April 1945, zwei Tage vor der Besetzung durch US-Truppen, hatte Dachwig um 18.38 Uhr einen amerikanischen Luftangriff mit Brandbomben zu erleiden, dem 56 Wohn- und Wirtschaftsgebäude (mit Vieh) zum Opfer fielen. Eine Frau und ein Kind kamen ums Leben. Dachwig war dabei „Gelegenheitsziel“ für 6 zweimotorige Bomber vom Typ Douglas A-26 „Invader“, die ihr eigentliches Ziel Sondershausen wegen der dortigen Rauchentwicklung durch vorausgegangene Bombardements nicht lokalisieren konnten. Jede dieser Maschinen war mit 6–7 Brandbombenbehältern beladen, die jeweils 110 Brandbomben zu 1,8 kg enthielten: insgesamt 7,7 Tonnen (4.300 Bomben). Auch die wertvolle alte Dorfchronik ging verloren.
Das Dorf wurde mit den beschränkten Mitteln in der SBZ/DDR wieder aufgebaut. 1975 wurde anlässlich des 1115-jährigen Ortsjubiläums das Dorfmuseum seiner Bestimmung übergeben. Es entstand aus dem von den Eheleuten Hermann und Elsbeth Martin für diesen Zweck gestifteten landwirtschaftlichen Anwesen.
Nach 1989 legte Dachwig ein Gewerbegebiet und eine Neubau-Siedlung Am Lützer See an. Viele liebevoll restaurierte Fachwerkgebäude finden sich im Ort, aber auch Häuser, die ihre charakteristischen Fassaden hinter Dämmplatten verbergen. Von 2005 bis 2009 wurden mit einem Kostenaufwand von 1,1 Millionen Euro insgesamt 1,6 km Fahrbahnen im Ort von Grund auf saniert.
In Dachwig gibt es ein Freibad. Hingegen ist ein Hallenbad, das anlässlich des 40. Jahrestages der DDR 1989 gebaut und eingeweiht wurde, nie in Betrieb gegangen. Das Becken hat entgegen den Standards nur eine Länge von knapp 18 m, eine Wasseraufbereitungsanlage fehlt.
Das Gewerbegebiet mit dort zahlreich angesiedelten Unternehmen sowie das Wohngebiet „Am Kornbach“ entstanden seit 2000.

## Sehenswertes

### Dorfkirche Sankt Petri

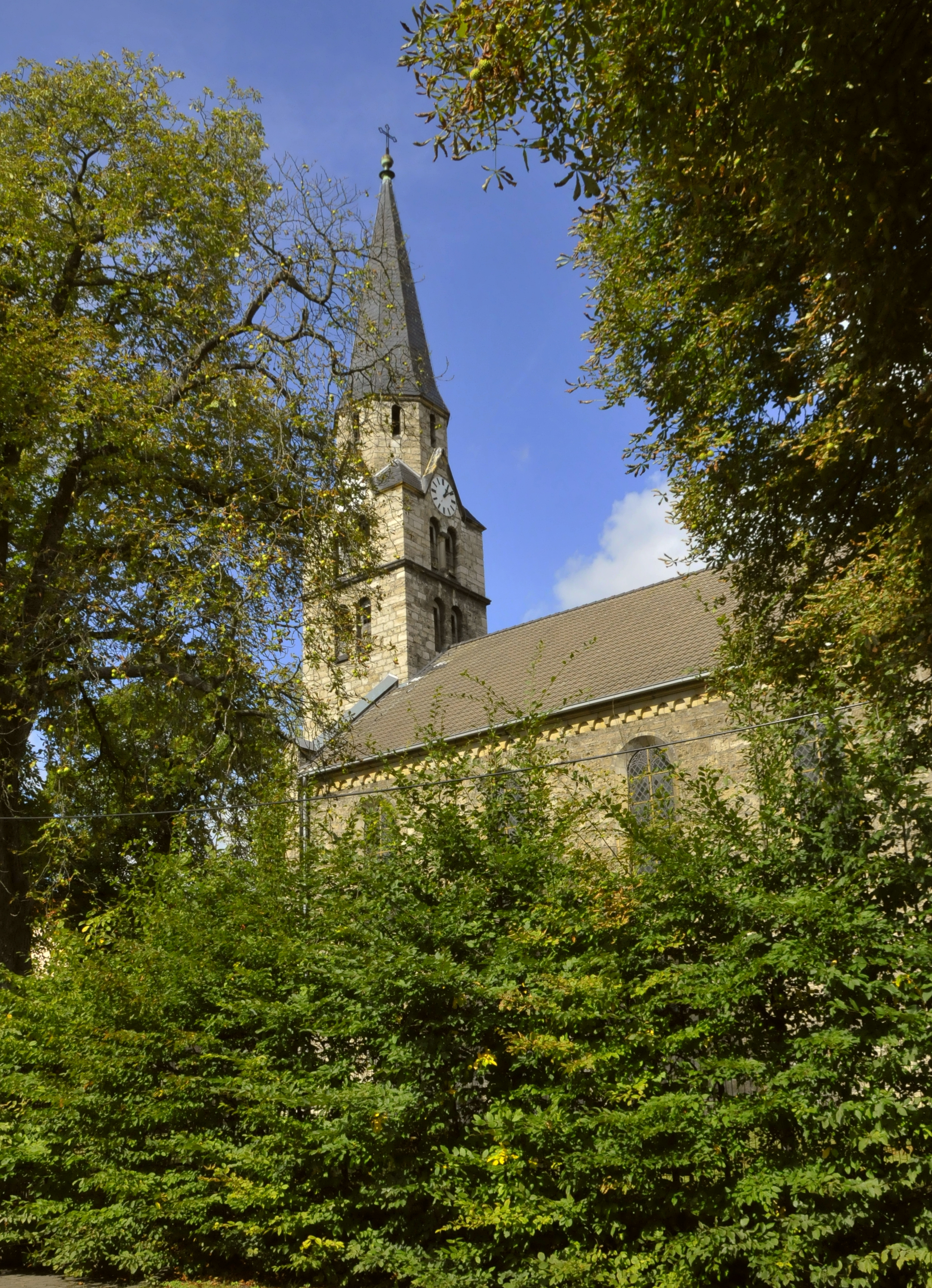
St.-Petri-Kirche

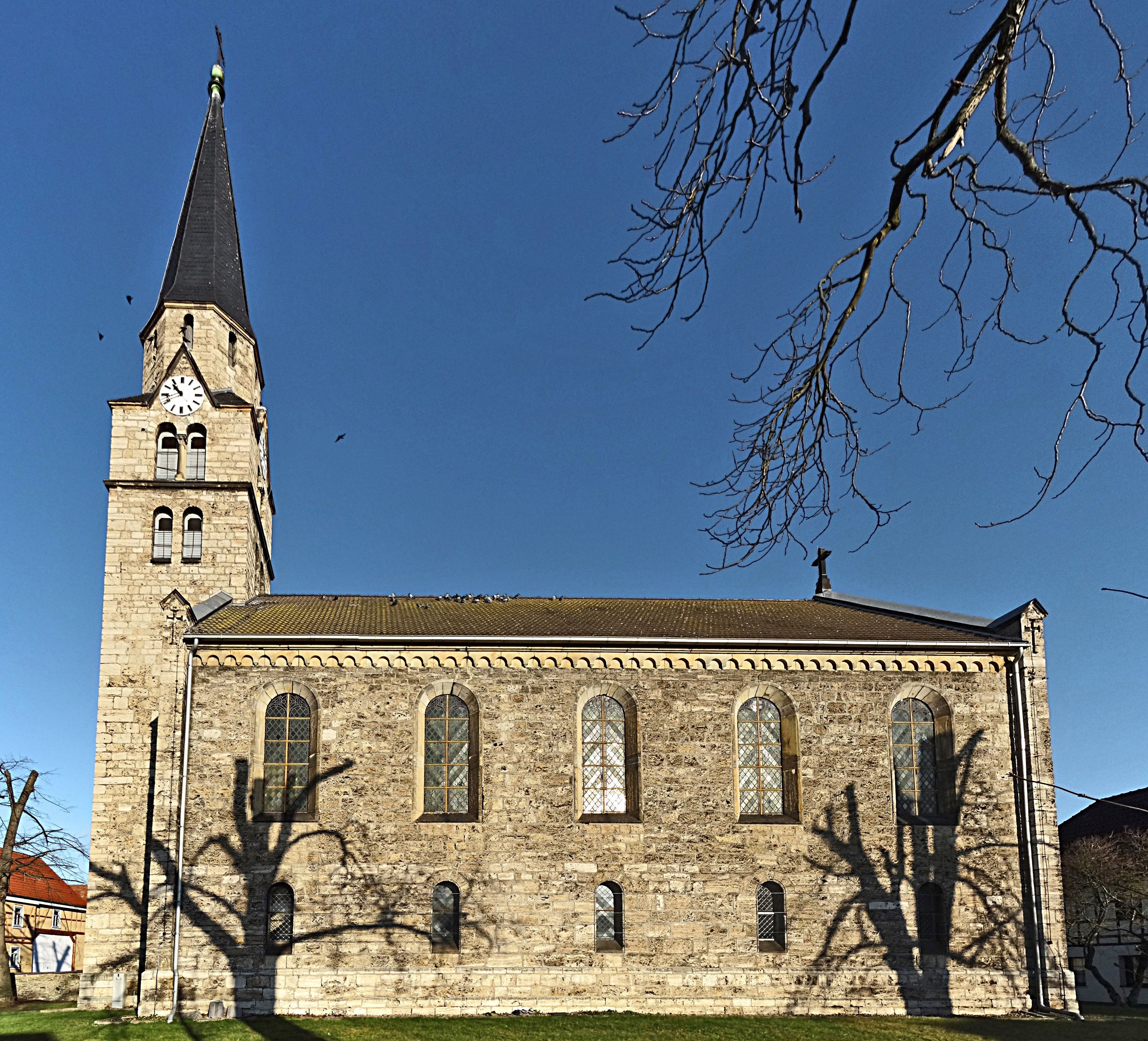
St.-Petri-Kirche (2022)

Laut Chronik gab es im 12. Jahrhundert eine St.-Sebastian-Kapelle, sie wurde mit Einführung der Reformation durch einen Kirchenneubau ersetzt und als St.-Peter-Kirche geweiht (Lage). 1400 wurde die Johanneskirche vor dem 1495 errichteten Niedertor gebaut, also außerhalb des ehemaligen Ortes. 1525 war Johann Spinler erster evangelischer Pfarrer in Dachwig. Wegen erheblicher Bauschäden musste die Kirche 1862 abgerissen werden, im November 1863 konnte der Neubau an alter Stelle wieder als St.-Peter-Kirche geweiht werden. 1943 wurde die große Glocke für Kriegszwecke eingeschmolzen. Am 14. Juli 1963 wurde die Kirche nach umfangreicher Renovierung feierlich eingeweiht. Der Kirchplatz wurde 2009 mit alten Pflastersteinen neu gestaltet. Die als Baudenkmal eingeordnete Kirche gehört zum Kirchspiel Elxleben. Die Stelle des Pfarrers ist derzeit (2011) unbesetzt.

### Heimatmuseum
2001 eröffnete der neugegründete „Dachwiger Heimat- und Museumsverein e. V.“ offiziell ein interessantes Dorfmuseum in einem Fachwerkbau in der Langen Straße 27 (Lage) im Ortskern. Die eigentliche Museumsgründerin ist Elsbeth Martin, die 1984 dem Ort ihren Bauernhof mit der heimatgeschichtlichen Sammlung aus drei Jahrhunderten übereignete. Alte bäuerliche und handwerkliche Traditionen sowie Bilder der wechselvollen Ortsgeschichte sind hier zu sehen. Im Gewölbekeller hält der Verein seine Versammlungen ab.

### Talsperre Dachwig
Vogelschutzgebiet. Angelegt und bis 1990 genutzt für landwirtschaftliche Bewässerungszwecke. (Siehe im Abschnitt Gewässer)

### Niedermühle
Die Niedermühle Dachwig (Lage), die seit 1995 unter Denkmalschutz steht, ist die letzte, einst vom Jordanbach betriebene Mahlmühle und neben der Kesselmühle in Gotha und der Waldmühle in Luisenthal eine der letzten noch erhaltenen Getreidemühlen des Landkreises Gotha. Der Stand ihrer Mühlentechnik ist der einer handwerklichen Kleinmühle in der ersten Hälfte des 20. Jahrhunderts. Einzelne Vermahlungsmaschinen entsprechen dem Stand des 19. Jahrhunderts. Mit Ausnahme des um 1950 installierten Elektromotors wurden nach 1925 kaum noch nennenswerte technische Modernisierungsmaßnahmen ergriffen. Heute beherbergt das Anwesen in Form eines Vierseithofs aus dem Jahre 1847 ein Technisches Museum, eine Gaststätte mit Pension und eine Betriebswohnung. Nach umfangreichen Restaurierungsarbeiten wurde die Niedermühle am 2. Februar 2014 anlässlich eines Tages der offenen Tür geöffnet, während am 7. Februar der offizielle Betrieb startete.

## Vereine
Zwölf Vereine sorgen für das gesellschaftliche Leben des Ortes.
Im Alfred-Just-Stadion trägt der FC An der Fahner Höhe seine Heimspiele aus, der zeitweise in der fünftklassigen Fußball-Oberliga Nordost spielte; beheimatet ist er allerdings in Gräfentonna.

## Verkehr
Dachwig liegt an der Bundesstraße 176, die von Bad Langensalza nach Erfurt über eine Ortsumgehung (seit 1983) südlich an Dachwig vorbeiführt. Des Weiteren verfügt der Ort über einen Haltepunkt an der Bahnstrecke Kühnhausen–Bad Langensalza, der stündlich von Zügen der Linie Erfurt–Leinefelde(–Kassel-Wilhelmshöhe) der DB Regio Südost angefahren wird.

## Persönlichkeiten
- Johann Michael Hesse (1734–1810), Stammvater der Orgelbauerfamilie Hesse
- Elsbeth Martin (* 1919 in Gierstädt, seit 3. Lebensjahr in Dachwig; † 2010): Bäuerin, die gemeinsam mit ihrem Ehemann Hermann Martin durch Sammeln von allem, was zu einem Bauernhof gehörte, den Grundstock für das heutige Heimat- und Dorfmuseum von Dachwig legte.